# Инфекције ока
Инфекције ока или упале ока су све врсте инфекција локализоване у овом за човека важном чулу које могу да наруше његову функцију или доведу до потпуног губитка вида. Упала ока или инфекција настаје када штетни микроорганизми нападају око или подручје око очију. Инфекције најчешће захватају провидни предњи део ока – рожњачу и провидни омотач ока – конјуктиву, али су инфекцијама подложни сви делови ока. Без обзира на узрок, симптоми који се јављају код инфекције ока су обично слични.
Код ових инфекција главни задатак офталмолога је да одредити део ока који је претежно захваћен инфекцијом, јер се у већини случајева инфекција истовремено јавља на више слојева ока. 
Како постоји много врста инфекције ока са различитим узроцима, терапија захтева различите приступе лечењу. Важно је започети лечење што је пре могуће како се вид не би погоршао или трајно оштетио.

## Етиопатогенеза
Инфекција ока настаје када одређени штетни микроорганизам уђе у подручје око. Најчешћи узроци инфекција ока су вируси или бактерије, али се могу развити и због других узрока.

## Врсте
Инфекције ока се међусобно разликују према захваћеном делу ока, начину настанка, дужини трајање саме инфекције и узрочника болести. Имајучи ово у виду у офталмнологији се инфекције ока деле на:

### Инфекције предњег сегмента ока
У клиничком и функционалном смислу очна јабучица се дели на предњи и задњи сегмент. Предњи сегмент очне јабучице (булбус оцули) чине структуре наведене на доњој слици. 

#### Конјунктивитис
На глобалном нивоу конјунктивитис погађа све старосне групе, спада у најчешћу инфекцију ока и очних аднекса. 3]. У зависности од трајања, може бити акутни или хронични.
Јавља се изненада, и у почетку болести обично је захваћено само једно око. Узрочници могу бити вируси, јламидија, бактерије, паразити, гљивице. Површину захваћеног ока карактерише проширење крвних судова, ћелијска инфилтрација и ексудација.
Клиничким прегледом се посматра конјуктива, али и кожа периорбиталног подручја и слузокоже (усне и носне дупље). Оштрина вида је обично нормална или благо смањена. Због богате мреже субепителних крвних судова изражена је хиперемија. Едем конјунктиве (хемоза) може бити толико јак да конјуктива вири између очних капкапака.
Зато што се најчешће ради о вирусним самоограничавајућим инфекцијама које захтевају  само симптоматско лечење, код већине пацијената лабораторијска дијагноза није трошак. Сумња на бактеријску инфекцију захтева спровођење лабораторијске дијагностике
Код бактеријских инфекција, у размазу секрета узетог са конјуктиве углавном су присутни по Граму обојени неутрофили. Код вирусних инфекција преовлађују лимфоцити и моноцити. 
Код херпетичког конјунктивитис (ретко је захваћена само конјуктива), присутне су мултинуклеарне епителоидне ћелије са еозинофилним интрануклеарним инклузивним телима. 
На конјунктивитис изазван хламидијама указује брис у којем се налазе леукоцити, лимфоцити и епителне ћелије са базофилним интрацитоплазматским инклузивним телима.

#### Кератитис
Кератитис је запаљење рожњаче, која има велики број чулних нервних завршетака који пружају рефлексну заштиту од повреда, и зато свако њихово оштећење изазива јак бол. Спада у групу тежих болести ока у поређењу са конјуктивитисом. 
На основу појаве бола, фотофобије, сузења, свраб и промене видне оштрине, може се посумњати на кератитис. Добро узетом анамнезом, испитивање видне оштрине и биомикроскопојом (којом се могу уочити дефекти епитела, епителни едем, као и површинска и интерстицијска васкуларизација), поставља се дијагноза кератитиса 
Кератитис могу изазвати вируси, бактерије, гљивице и паразити. У случају нелеченог бактеријског кератитиса долази до улцерације, а потом и до формирања гнојног супстрата у предњој комори ока – хипопион .
Међу вирусним кератитисом издвајају се аденовирусни кератитис и кератитис изазван херпес симплекс вирусом и варичела зостер вирусом. Код аденовирусног кератитиса формирају се субепителни инфилтрати у облику новчића, а као последица болести може настати трајно замућења рожњаче.
Најчешћи кератитис је онај изазван вирусима херпес симплекса, који се манифестује у облику рекурентног површинског кератитиса, а могу се јавити и лезије налик гранчицама (кератитис дендритица) у рожњачи. Лечи се ацикловиром уз допунску симптоматску терапију.
Зостер кератитис је ређи од кератитиса узрокованог вирусом херпес симплекса, а као компликација болести могу се јавити еписклеритис и увеитис. Лечи се ацикловиром и  симптоматски, понекад уз примену кортикостероида.

#### Запаљење склере
Склеритис
Склеритис је деструктивна инфламаторна болест која погађа еписклеру и склеру. У 50% пацијената са склеритисом болест је удружена са системским болестима (реуматоидни артритис (РА), анкилозни спондилитис, системски еритематозни лупус, нодозни полиартеритис, сифилис, гихт. Чешће се јавња код жена између 40 и 60 година старости.
Класификација
- Предњи (дифузни, нодуларни, некротизирајући са и без упале),
- Задњи.

Клиничка слику карактеришу следећи симптоми:
- постепени напад бола, који се појачава са кретањем очне јабучице, и може шири се према челу, обрвама или вилици,
- локализовано или дифузно црвенило,
- фотофобија и епифора,
- оштећење вида.
- мека сијалица при палпацији,
- секторски или дифузни еритем склере,
- нежна плавичаста нијанса,
- едем, могући чворови или некрозе,
- могућа корнеална и интраокуларна инфламација.

Болест се може потврдиити фенилефринским тестом који се врши се инстилацијом 2,5% фенилефрина (тест је позитиван ако склералне и еписклералне вене не бледе).
Еписклеритис
Еписклеритис је запаљење еписклералних крвних судова ока, вероватно аутоимуног порекла, које спонтано нестаје. Болестмогу изазвати: колагенско-васкуларне болести, гихт, инфекција херпес зостер вирусом, сифилис, Кронова болест, хепатитис Б.
Клиничка сликом доминира изенадна појава црвенила ока и локализованог, површног, тупог бола.
Знаци болести су: акутни црвени чвор испод булбарне коњунктиве, болан при палпацији, радијалне фокалне зоне проширених еписклеротичних крвних судова између којих се може уочити здрава склера, углавном нетакнута рожњача, нормална оштрина вида.
Тачна дијагноза еписклеритиса захтева системску дијагностику, укључујући и тест на фенилефрин. Тест се изводи укапавањем 2,5% фенилефрина, а позитиван је ако еписклерални чвор бледи.
Вештачке сузе могу бити ефикасне у лечењу умерених до благи симптома, а код нодуларног еписклеритиса, примењују се локални кортикостероиди. Ако локалним кортикостероидима није постигнут терапијски одговор примењују се системски нестероидни антиреуматски лекови.

### Инфекције средњег сегмента ока
Инфекције средњег сегмента ока (које носе назив увеитис), су запаљења средње овојнице ока увеје, која се састоји од дужице (лат. iris), стакластог тела (лат. corpus ciliare) и жилнице (лат. chorioidea). Увеитис је према проценама одговоран за око 10% слепоћа у Сједињеним Америчким Државама. Увеитис је озбиљна болест јер може угрозити живот за разлику од већине осталих болести ока, јер ремети исхрану ока преко крвних судова увее. У клиничкој пракси се уз термин увеитис често користи и термин иридоциклитис (јер су упалном реакцијом захваћени цилијарно тело (циклитис) и шареница (иритис).
Инфекције средњег сегмента могу бити уроковане:
- живим узрочницима, међу којима сеу најчешћи херпес симплекс вирус и Toxoplasma gondii.

- аутоимуним болестима,

- траумом,
- непознатим урочником, којим је изазван значајна број случајева,
- неке малигне болести које могу имитирати увеитис.

Код болесника с увеитисом дијагноза се поставља: исцрпном анамнезом, кли ничким прегледом болесника, крвним анализама, РТГ плућа и циљаним тестовима у смислу доказивања инфекцијских, малигних или аутоимуних болести. У тежим случајевима потребно је обавити анализу очне водице и/или стакластог тела. Узорак је потребно анализирати цитолошки, а етиолошка дијагноза се данас најчешће поставља молекуларним методама попут реакције ланчане полимеразе (ПЦР).

#### Предњи увеитис
Предњи увеитис или запаљење дужице и зракастог тела — обухватају између двије трећине и 90% увеитиса. Називају се иритис, ако захваћају дужицу или циклитис ако упала захвата стакласто тело. Ипак најчешће долази до иридоциклитиса, или упале оба (дужице и стакластог тела), анатомски врло блиска дела ока. 
Инфекција као узрок предњег увеитиса релативно је редак случај, а најчешћи узрочник је херпес симплеx вирус, док варицелла зостер вирус, сифилис, туберкулоза и Лајмска болест укупно заступљени у мање од 10% случајева.
Ово стање се може појавити као једна епизода која се одговарајућим лечењем повлачи, но може бити и рекурентни или хронични. 
Најчешћи симптоми код предњег увеитиса су бол у оку, црвенило, фотофобија, сузење и ређе сметње вида. У акутном предњем увеитису доминира црвенило цилијарног типа, а преципитати на ендотелу рожњаче знак су упале у предњој очној комори.

#### Средњи увеитис
Средњи увеитис или интермедијарни увеитис (лат. pars planitis) – односи се на витритис (појава упалних ћелија у стакластом телу) или на упалу која захвата цилијарни колут (лат. pars plana).
Код овог увеитиса захваћен је равни део цилијарног тела, а изражена је запаљењска ексудација у стакластом телу. Често су изражене и запаљењска промене у периферним деловима мрежњаче. Црвенило и бол у оку су ретки, а изражен је пад оштрине вида и ппокретна замућења. Инфективни узроци су ретки (најчешће Борелија бургдорфери).

#### Задњи увеитис
Основнe промене у задњем увеитису одвијају се у жилници (хориоидитис), а најчешће је због блиског анатомског контакта захваћена је и мрежеача (хориоретинитис). Симптоми болести зависе од основне локализације запаљења. Промене у или близу макуле праћене су ослабљеним видом. За периферна жаришта карактеристичне су покретна замућења и скотоми у видном пољу. Током бројних инфекција може доћи до хориоретинитиса.
Акутна некроза мрежњаче
Најчешћи иазаивачи акутне ретиналне некрозе су (ХСВ, ВЗВ, CMV), али хориоретинитис може настати и у току токсоплазмозе, токсокарозе, сифилиса болести мачијих огреботина.
Акутна ретинална некроза је болест коју је тешко анатомски сместити. Обично почиње као предњи увеитис који се прошири на дубље делове средње очне овојнице, а потом и мрежњаче.
Термин акутне ретиналне некрозе (АРН) увели су Јунг и Бирд описујући риједак, разарајући синдром од којег најчешће оболијевају имунокомпететне особе оба пола и различитих старосни група. Болест је најчешће узрокована вирусним инфекцијама, а најчешћи узрочници су варицелла зостер вирус (ВЗВ), херпес симплеx вируси (ХСВ) те Епштај-Бар вирус.
Клиничка дијагноза заснива се на дијагностичким критеријима постављеним од стране Америчког друштва за болести средње очне овојнице. По овим критеријумима болест карактерише: 
- предњи увеитис
- витреитис
- мрљасти или конфлуирајући инфилтрати беле или жућкасте боје који се шире периферним деловима мрежњаче.

Атрофија мрежњаче која настаје као последица некрозе често је праћена и аблацијом ретине. Оклузивни васкулитис захвата крвне судове ретине, али и средње очне овојнице. 
Исход болести често је неповољан. Болест је изузетно ретка, тако да не постоје доступни подаци. 
Етиолошка дијагноза најчешће се поставља доказивањем узрочника у очној водици.
Лечење зависи о доказаном или претпостављеном узрочнику болести.

#### Панувеитис
Панувеитис је озбиљно запаљење увеалног тракта ока. Увеални тракт укључује ирис, цилијарно тело и хороидеу. Панувеитис такође обично укључује мрежњачу и стакласто тело.
Панувеитис може бити узрокован инфекцијама, хроничним инфламаторним обољењима или његов узрок може бити непознат. 
Увеитис је главни узрок слепила широм света. Панувеитис је најчешћи у Азији, Африци и Јужној Америци него у другим деловима света. 
Лечење укључује ублажавање симптома и лечење основног узрока упале. Кортикостероиди се обично користе за смањење упале код панувеитиса. Имуносупресивна терапија лековима такође може бити неопходна.

### Инфекције мрежњаче и стакластог тела

#### Запаљење мрежњаче (ретинитис)
Цела васкуларна мембрана, укључујући и мрежњачу, може на исти начин реаговати на различите етиолошке факторе. Могући су бројни етиолошки фактори: реуматизам, жаришне инфекције, вируси, туберкулоза, луес, инфективне и вирусне болести, токсоплазмоза, лептоспироза итд.
Од субјективних симптома најважније је смањење вида у случајевима када је процес локализован у пределу жуте мрље. Ако су промене даље од макуле, оштећење вида је мање изражено. Постоје и случајеви када је процес спонтано зацелио и пацијент није приметио субјективне проблеме у погледу оштрине вида. Нема бола. Објективно испитивање не открива никакве знакове споља. Нема чак ни црвенила ока.
Дијагноза се поставља офталмолошким прегледом, током офталмоскопије постоје запаљенски фокуси или ожиљци на фундусу. Приликом прегледа видног поља јављају се дефекти у видном пољу – скотоми – који одговарају захваћеним деловима хороиде и мрежњаче.

#### Запаљење стакластог тела
Стакласто тело је провидни гел који испуњава средњи део ока. Током година, овај гел се полако претвара у воду и може се одвојити од мрежњаче у задњем делу ока. Обично се овај гел одваја од мрежњаче без изазивања компликација. Али понекад ово раздвајање може изазвати одређене компликације, као што су:
- руптура мрежњаче (одвајање мрежњаче на једном или више места)

- одвајање мрежњаче (суза мрежњаче као резултат руптуре мрежњаче).

- формирање рупе у жутој мрљи

- формирање бора у жутој тачки

- крварење унутар ока

### Инфекције оптичког нерва
Оптички нерв је сноп нервних влакана који повезује очи са мозгом и његова главна улога је да преноси визуелне информације у мозак. Прекривен је масном супстанцом званом мијелин која делује као изолација и помаже у брзом преносу електричних импулса дуж нерва. Оштећење или инфекција оптичког нерва може значајно утицати на вид.
Узроци оптичког неуритиса су различити и често су повезани са неким другим болестима. Ево неколико могућих узрока упале оптичког нерва:
- заушке
- шећерна болест
- Леберова неуропатија оптичког нерва
- васкуларне оклузије оптичког нерва,
- бактеријске инфекције (нпр. сифилис),
- врусне инфекције као што су ХИВ, хепатитис Б или херпес,
- употреба дрога

Инфекције оптичког нерва могу захватити оптички нерв целом његовом дужином, или сепроцес може локализовати само у одређеним његовим сегментима. Тако може доћи до изолованог папилитиса, ретробулбарног неуритиса и оптохијазматског неуритиса.

### Ендофталмитис и панендофталмитис
Ендофталмитис и панофталмитис су прогностички најлошије инфекције ока које се јављају:
- Егзогено (најчешће након трауме)
- Ендогено (најчешће као последица бактеријемије или фунгемије код пацијената са тешком имунокомпромитацијом).

Ендогени ендофталмитис карактерише доминација основних симптома системске инфекције (ендокардитис), укључујући грозницу, за разлику од егзогених ендофталмитис.
Симптоми ендофталмитиса укључују бол и оштећен вид, а прегледом се често може видети хипопион. Пошто инфекција утиче на стакласто тело и узрочници перзистирају у очној водици, па је етиолошка дијагноза ове болести могућа.
Панофталмитис као и ендофталмитис се најчешће јављају код имунокомпромитованих болоесних стања, а поред знакова ендофталмитиса, постоје и знаци орбиталног целулитис, као што је едем очних капака и еритем и проптоза.
Дијагноза се поставља доказивањем узрочника у стакластом телу или узорку очне водице (културом или молекуларним методама), а истовремено у ендогено формираним инфекцију треба доказати и узрочнике у крви.
Најважнији бактеријски узрочници су коагулаза негативни стафилококи, Staphylococcus aureus, Streptococcus spp., Propionibacterium acnes, Bacillus cereus, а од гљивица Candida spp., Aspergillus spp., Fusarium spp.
Ток лечења је дуг, а исход болести је неизвестан.